# Mariano Castillo
Mariano Castillo Larenas (Buin, 25 dicembre 1905 – Santiago del Cile, 23 settembre 1970) è stato uno scacchista cileno.
Dal 1924 al 1953 vinse dieci volte il Campionato cileno.
Altri risultati di torneo:
- 1928:  8º a Mar del Plata (vinse Roberto Grau)
- 1935:  6º a Buenos Aires nel campionato sudamericano (vinse Luis Piazzini)
- 1941:  6º a Águas de São Pedro/São Paulo (vinsero Erich Eliskases e Carlos Guimard)
- 1945:  3º a Viña del Mar (vinsero Guimard e Miguel Najdorf
- 1950:  9º su 16 giocatori al torneo di Venezia (vinto da Alexander Kotov)
- 1950:  14º nel torneo zonale di Mar del Plata (vinto da Svetozar Gligorić).

Partecipò con il Cile in prima scacchiera a due olimpiadi degli scacchi:
- Buenos Aires 1939 (+2 –9 =4);
- Dubrovnik 1950 (+3 –6 =6).